# Trimethadion
Trimethadion ist eine chemische Verbindung aus der Gruppe der Oxazolidinone.

## Gewinnung und Darstellung
Trimethadion kann durch Reaktion von 5,5-Dimethyloxazolidin-2,4-dion und Natriumhydroxid in Wasser mit Dimethylsulfat hergestellt werden. Die Verbindung wurde 1944 zum ersten Mal von M. A. Spielman synthetisiert und 1951 von Abbot und British Scheering patentiert.

## Eigenschaften
Trimethadion ist ein weißes bis gelbliches, kristalles Pulver, das löslich in Wasser ist. In reinem Zustand hat es einen brennenden, leicht scharfen Geschmack und einen milden Camphergeruch.

## Verwendung
Trimethadion wird als Antikonvulsivum verwendet. Es ist angezeigt zur Behandlung von Petit-Mal-Anfällen, die auf die Behandlung mit anderen Arzneimitteln nicht ansprechen. Trimethadion-Präparate wurden in den USA (Handelsname Tridione) und in europäischen Ländern vom Markt genommen aufgrund der selten gewordenen Verwendung sowie möglicher schwerer Nebenwirkungen (Stevens-Johnson-Syndrom, hämatologische Komplikationen) und Teratogenität (vgl. Trimethadion-Embryopathie).

## Regulierung
Über den Safe Drinking Water and Toxic Enforcement Act of 1986 besteht in Kalifornien seit dem 1. Januar 1991 eine Kennzeichnungspflicht für Produkte, die Trimethadion enthalten.

## Externe Links zu erwähnten Verbindungen
1. ↑  Externe Identifikatoren von bzw. Datenbank-Links zu 5,5-Dimethyloxazolidin-2,4-dion:  CAS-Nr.: 695-53-4, EG-Nr.: 211-781-4, ECHA-InfoCard: 100.010.712, PubChem: 3081, ChemSpider: 2972, Wikidata: Q27166437.